# Csang Hjonszu
Csang Hjonszu (hangul: 장현수, handzsa: 張賢秀, RR: Jang Hyun-soo; Szöul, 1991. szeptember 28. –) válogatott dél-koreai labdarúgó, hátvéd.

## Pályafutása

### Klubcsapatokban
2012–13-ban a japán FC Tokió, 2014–2017 között a kínai Kuangcsou City, 2017–2019 között ismét az FC Tokió, 2019–2023 között a szaúdi el-Hilál labdarúgója volt. 2023 óta a katari Al-Gharafa csapatában szerepel.

### A válogatottban
2013–2018 között 58 alkalommal szerepelt a dél-koreai válogatottban és három gólt szerzett. Részt vett a 2016-is Rio de Janeiró-i olimpián és a 2018-as oroszországi világbajnokságon.